# Ширинкин, Алексей Иванович
Алексей Иванович Ширинкин — советский военный, государственный и политический деятель, генерал-полковник.

## Биография
Родился в 1925 году в селе Листопадовка. Член КПСС.
С 1942 года — на военной службе, общественной и политической работе. В 1942—1991 годах — участник Великой Отечественной войны, командир взвода разведки 1197-го гаубичного артиллерийского ордена Богдана Хмельницкого полка в составе Западного, Брянского, 1-го Прибалтийского фронтов, на партийно-политической работе в Дальневосточном, Закавказском военных округах, член Военного Совета — начальник политуправления войск Южного направления, ответственный секретарь партийной комиссии Главного политического управления Советской Армии и ВМФ.
Делегат XXII съезда КПСС.
Умер в Москве в 2017 году. Похоронен на Федеральном мемориальном военном кладбище.